# Ukrainische Badmintonmeisterschaft 2018
Die Ukrainische Badmintonmeisterschaft 2018 fand vom 1. bis zum 4. Februar 2018 in Dnipro statt.

## Medaillengewinner
| Disziplin    | Gold                                    | Silber                           | Bronze                             |
| ------------ | --------------------------------------- | -------------------------------- | ---------------------------------- |
| Herreneinzel | Artem Pochtarev                         | Dmytro Zavadsky                  | Kyrylo Leonov                      |
| Dameneinzel  | Mariya Ulitina                          | Natalya Voytsekh                 | Hrystyna Dzhangobekova             |
| Herrendoppel | Valeriy Atrashchenkov Artem Pochtarev   | Georgiy Natarov Gennadiy Natarov | Vitaliy Konov Oleksandar Shmundyak |
| Damendoppel  | Maryna Iljinska Yelyzaveta Zharka       | Elena Prus Yuliya Kazarinova     | Natalya Voytsekh Mariya Ulitina    |
| Mixed        | Valeriy Atrashchenkov Yelyzaveta Zharka | Artem Pochtarev Natalya Voytsekh | Danylo Bosniuk Mariya Ulitina      |